# Вербицкая, София Степановна
Софи́я Степа́новна Верби́цкая (укр. Софія Степанівна Вербицька; род. 9 февраля 1938, Вороньков, Киевская область) — передовик производства, крутильщица Киевского комбината искусственного волокна 50-летия Октябрьской Революции Министерства химической промышленности СССР. Герой Социалистического Труда (1966). Депутат Верховного Совета УССР 9-го созыва.

## Биография
Родилась 9 февраля 1938 года в крестьянской семье в селе Вороньков Бориспольского района Киевской области. Окончила среднюю школу в родном селе. По комсомольской путёвке поехала на шахты Донбасса. С 1956 года работала на шахте № 1 города Новогродовка Селидовского района Сталинской области. В 1958 году переехала в Киев, где работала крутильщицей, мастером производственного обучения, старшим инженером-технологом, заместителем секретаря и секретарём партийного комитета КПУ на Киевский комбинат искусственного волокна. В 1963 году вступила в КПСС. Заочно окончила Киевский институт народного хозяйства.
В 1966 году удостоена звания Героя Социалистического Труда. Избиралась депутатом Верховного Совета УССР 9 созыва.
С 1976 по 1980 год — на партийной работе в Киеве. В 1978 году окончила Академию общественных наук при ЦК КПСС в Москве.
С 1985—2005 год — председатель Киевского городского совета профсоюза работников химической и нефтехимической промышленности.
После выхода на пенсию занимается общественной деятельностью. Является председателем Совета организации Героев Социалистического Труда Киева.
Собрала биографические сведения о Героях Социалистического Труда, чья деятельность была связана с Киевом и издала в 2008 году сборник на украинском языке «Зірки, працею звеличені».

## Награды
- Герой Социалистического Труда — указом Президиума Верховного Совета СССР от 28 мая 1966 года
- Орден Ленина
- Отличник химической промышленности СССР (1964)